# Sadko (mythologie)
Pour les articles homonymes, voir Sadko.

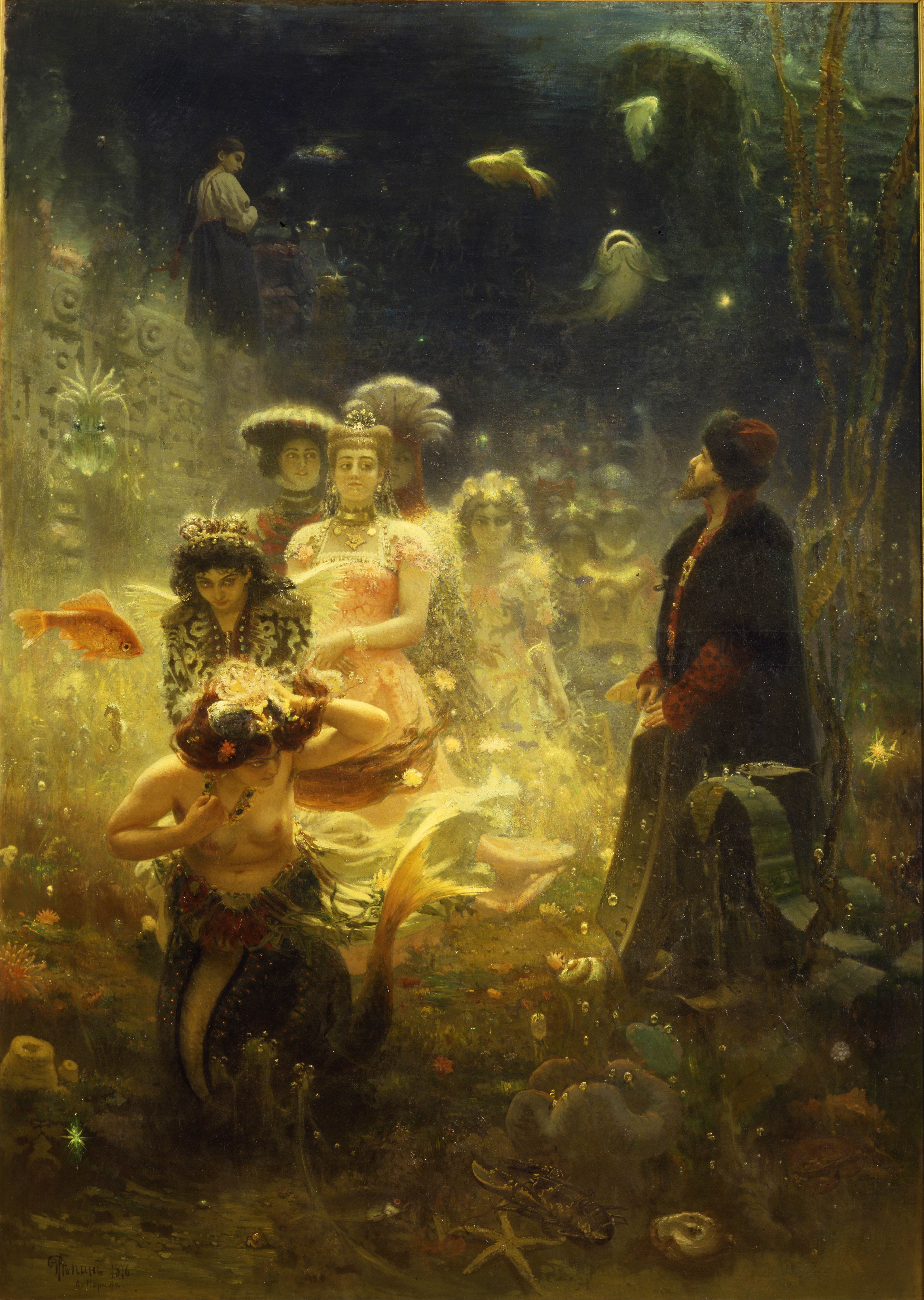
Ilia Répine : Sadko dans le royaume subaquatique, 1876.

Sadko (russe : Садко) est un  héros de byline (légende) russe, ressortant du cycle de Novgorod.

## Résumé
Sadko jouait des gousli sur les rives d'un lac. Le roi des eaux et des mers appréciant sa musique, lui offre son amitié. Sadko voulait parier avec des marchands à propos de l'endroit où il parviendrait à capturer un mystérieux poisson d'or dans le lac. Il demanda le concours du roi des mers pour s'en emparer, les marchands durent s'acquitter d'une forte somme, qui fit de Sadko un riche marchand.
Armé de sa nouvelle fortune, Sadko part commercer de par les mers. Mais il manque d'égards envers le roi des eaux et des mers, et rompt son serment d'amitié. Le roi bloque alors les navires de Sadko, irrémédiablement encalminés. Celui-ci tente cependant avec ses marins d'apaiser l'ire royale, mais en vain ; l'équipage doit se jeter à la mer. Le riche marchand se met à jouer de sa cithare pour le roi qui, dans son royaume subaquatique, l'entend, pardonne et offre à Sadko une nouvelle épouse d'une grande beauté. Sadko s'étend à ses côtés : lorsqu'il se réveille, il se retrouve sur le rivage avec sa femme.

## Adaptations
Dans la foulée des mouvements romantique et slavophile, ce conte attira l'attention de plusieurs auteurs du XIXe siècle.
On peut citer le poème Sadko (1872) d'Alexis Tolstoï, l'opéra Sadko (1896) de Nikolaï Rimski-Korsakov, sur un livret du compositeur, et Le Tour du monde de Sadko (1953) d'Alexandre Ptouchko, film inspiré de l'opéra (disponible en français en DVD auprès de Bach Films).